# Jardín botánico Manyo
Un Jardín botánico Manyo es una forma japonesa de jardín botánico que alberga cada una de las plantas mencionadas en la antología de poesía Man'yōshū. 
Es algo similar a lo que ocurre en los denominados jardín de Shakespeare en el mundo anglosajón.
Entre los más sobresalientes jardines botánicos Manyo se encuentran:
- Jardines botánicos Manyo Futagami
- Jardín botánico Michinoku Mano-Manyo
- Jardín botánico Manyo, Nara

- Datos: Q6753404
- Multimedia: Man'yō gardens / Q6753404